# Delphinidin-3-O-sambubiosid
Delphinidin-3-O-sambubiosid ist ein Anthocyan aus Sambubiose und dem Aglycon Delphinidin. Die Grundstruktur ist das Flavylium-Kation.
Es ist nicht genau bekannt, welche die Gegenionen kationischer Anthocyanine in Pflanzen sind (vermutlich handelt es sich um organische Anionen), isoliert werden sie aber meist als Chloride. Daher sind in der nebenstehenden Infobox Daten zu Delphinidin-3-O-sambubiosidchlorid angegeben.

## Vorkommen

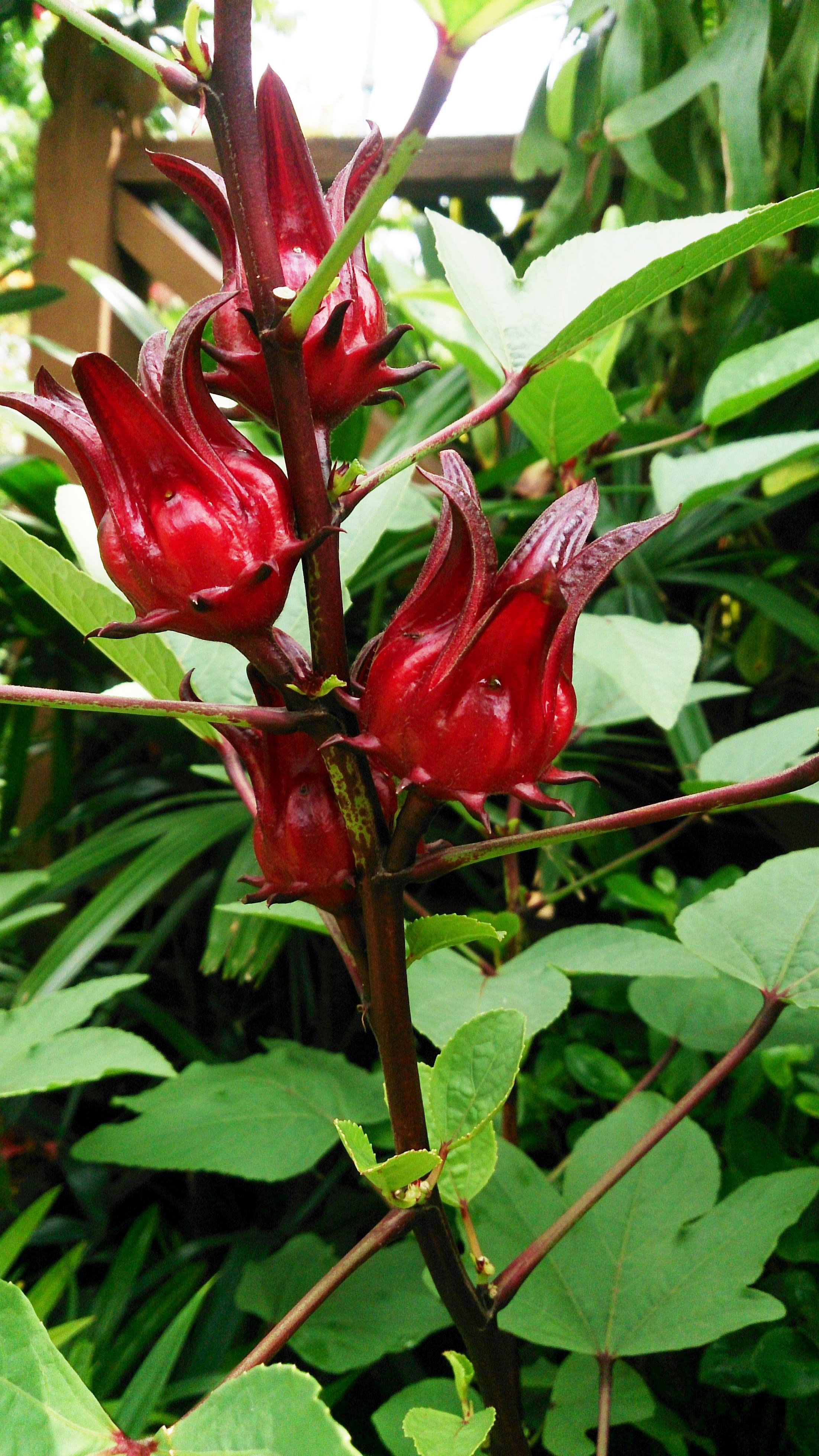
Delphinidin-3-O-sambubiosid ist das wichtigste Anthocyan der Roselle

Delphinidin-3-O-sambubiosid kommt in der Roselle vor und ist dort mit etwa 85 % das mengenmäßig wichtigste Anthocyan. Daneben kommt es auch noch in bestimmten Auberginen-Kultivaren, sowie in verschiedenen Arten der Gattungen Cotyledon und Tylecodon vor.

## Eigenschaften
Delphinidin-3-O-sambubiosid ist ein Antioxidationsmittel. Außerdem wurden verschiedene pharmakologische Wirkungen nachgewiesen; so wirkt es entzündungshemmend, antidiabetisch, cytotoxisch für Leukämiezellen und ist ein mikromolekularer Inhibitor der Xanthin-Oxidase.